# Safed
Safed,[carece de fontes?] Sáfad ou Sáfed (Hebreu צְפַת Tzfat) é uma cidade do distrito Norte, na província da Galileia, em Israel. Situada a uma altitude de 800 metros acima do nível do mar, Safed é a cidade mais alta da Galileia. Em 2007, a população era de 28.500 habitantes. Praticamente toda a população da cidade é judia e uma grande porcentagem dela é religiosa. Safed é bem conhecida pela sua importância na mística judaica chamada Cabala.

## História

### Terremoto de 1837
Em 1 de janeiro de 1700, um forte sismo atingiu a Galileia. Seu epicentro foi bem próximo da cidade de Safed, onde as casas na colina foram construídas de tal forma que os telhados das casas abaixo se tornavam as ruas para as casas acima. Esse estilo de construção em cascata tinha muitas camadas de profundidade e, quando o terremoto aconteceu, as casas desabaram umas sobre as outras. Muitas pessoas morreram imediatamente e ficaram soterradas sob os escombros, e algumas tiveram a sorte de sobreviver, mas não conseguiram se livrar rapidamente dos escombros. Alguns sobreviventes foram retirados das ruínas seis ou sete dias após o terremoto. Feridos e moribundos não receberam assistência até 19 de janeiro, quando um hospital temporário foi criado e um médico foi contratado para distribuir medicamentos e aplicar curativos.

### Conflito israelo-árabe

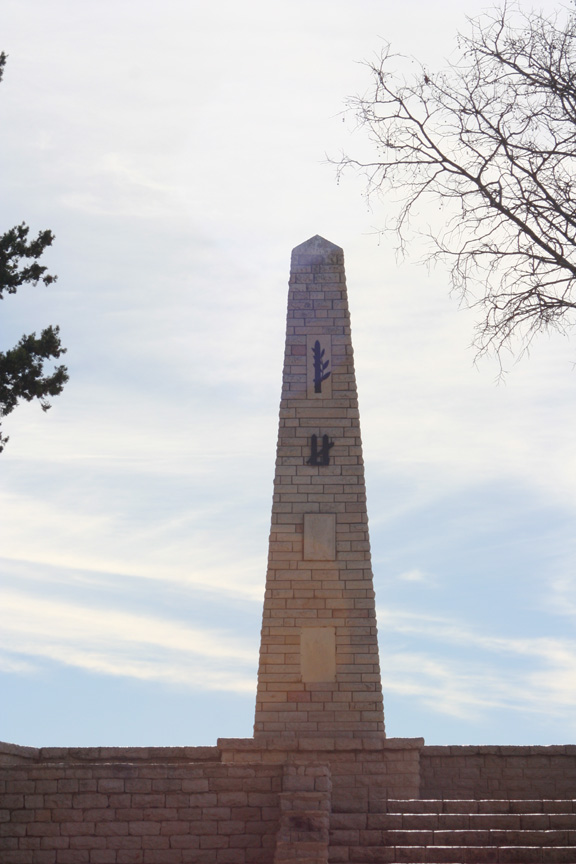
Monumento aos soldados que lutaram na Guerra da Independência de Israel

Vinte residentes judeus de Safed foram mortos no massacre de 1929. Em 1948, Safed era residência de 12 000 árabes. Os 1 700 judeus da cidade eram majoritariamente religiosos e velhos. Na Guerra da Independência de Israel, os habitantes árabes fugiram em massa, entre eles a família do presidente da Autoridade Palestiniana Mahmoud Abbas.
 A cidade foi conquistada pelas forças israelitas em 11 de maio de 1948.
Em 1974, 102 jovens judeus israelitas de Safed, durante uma viagem de estudo, foram feitos reféns de um grupo terrorista palestiniano Frente Democrática para a Libertação da Palestina (FDLP) enquanto dormiam numa escola em Maalot e 21 deles foram mortos.
Durante a Segunda Guerra do Líbano, em julho de 2006, mísseis Katyusha disparados pelo Hezbollah do Sul do Líbano atingiram Safed, matando um homem e ferindo outros. A 14 de Julho, mísseis mataram um rapaz de 5 anos e a sua avó. Muitos residentes abandonaram a cidade. Em 22 de julho, quatro pessoas ficaram feridas num ataque com mísseis.

## Colônia de Artistas
Nas décadas de 1950 e 1960, Safed era conhecida como a capital da arte de Israel. Uma colônia de artistas estabelecida no antigo bairro árabe foi um centro de criatividade que atraiu artistas de todo o país, entre eles Isaac Frenkel Frenel, Yosl Bergner, Moshe Castel, Menachem Shemi, Shimshon Holzman e Rolly Schaffer. Hoje a área contém um grande número de galerias e oficinas dirigidas por artistas individuais e vendedores de arte. Existem vários museus e galerias que funcionam nas casas históricas de grandes artistas israelenses, como o Museu Frenkel Frenel e a galeria Beit Castel (na antiga casa de Moshe Castel).

## Geminações
Safed possui as seguintes cidades-gémeas:
- Lille, França
- Guarda, Portugal